# Requisitos para ser una persona normal
Requisitos para ser una persona normal es una película española de comedia romántica de 2015 dirigida por Leticia Dolera y protagonizada por Leticia Dolera y Manuel Burque.

## Sinopsis
María es una chica un tanto peculiar y tiene un objetivo: convertirse en una persona normal. Para ello deberá descubrir primero en qué consiste eso exactamente.

## Argumento
María es una chica de 30 años a quien la vida no le sonríe: no tiene trabajo, la han echado de su piso, su vida romántica es inexistente y está distanciada de su familia. En una entrevista de trabajo le preguntan qué tipo de persona es y, tras darse cuenta de que no cumple ninguno de los requisitos para ser considerada "normal", decide cambiar.

## Reparto
- Leticia Dolera - María de las Montañas Enríquez Conde
- Manuel Burque - Borja
- Silvia Munt - Bárbara Conde
- Jordi Llodrà - Alejandro "Álex" Enríquez Conde
- Miki Esparbé - Gustavo
- Alexandra Jiménez - Cristina Pi
- Blanca Apilánez - Estefanía
- Jorge Suquet - Pablo
- Núria Gago - Noelia
- David Verdaguer - Juan

### Con la colaboración especial de
- Carmen Machi - Luisa
- José Luis García Pérez
- Irene Visedo

## Premios
18 Festival de Málaga de cine español
Biznaga de Plata
| Categoría             | Nominados            | Resultado |
| --------------------- | -------------------- | --------- |
| Mejor Fotografía      | Marc Gómez del Moral | Ganador   |
| Mejor Montaje         | David Gallart        | Ganador   |
| Mejor Guionista Novel | Leticia Dolera       | Ganadora  |

Premio SIGNIS
| Nominados                              | Resultado |
| -------------------------------------- | --------- |
| Requisitos para ser una persona normal | Ganadora  |

Premio Jurado Joven
| Categoría          | Nominados                              | Resultado                   |
| ------------------ | -------------------------------------- | --------------------------- |
| Mejor largometraje | Requisitos para ser una persona normal | Mención especial del Jurado |

30.ª edición de los Premios Goya
| Categoría              | Nominados      | Resultado |
| ---------------------- | -------------- | --------- |
| Mejor dirección novel  | Leticia Dolera | Nominada  |
| Mejor actor revelación | Manuel Burque  | Nominado  |
| Mejor montaje          | David Gallart  | Nominado  |

3.ª edición de los Premios Feroz
| Categoría     | Nominados                              | Resultado |
| ------------- | -------------------------------------- | --------- |
| Mejor comedia | Requisitos para ser una persona normal | Nominada  |
| Mejor tráiler | Rafa Martínez                          | Nominado  |
| Mejor cartel  | Natalia Montes                         | Ganadora  |

71.ª edición Medallas del Círculo de Escritores Cinematográficos
| Categoría                  | Nominados      | Resultado |
| -------------------------- | -------------- | --------- |
| Mejor dirección revelación | Leticia Dolera | Nominada  |
| Mejor actor revelación     | Manuel Burque  | Ganador   |
| Mejor montaje              | David Gallart  | Nominado  |